# Ліборіо Лігуорі
Ліборіо Лігуорі (італ. Liborio Liguori, нар. 24 лютого 1950, Сан-Костантіно-Альбанезе) — італійський футболіст, що грав на позиції захисника, зокрема, за «Рому».

## Ігрова кар'єра
Народився 24 лютого 1950 року в місті Сан-Костантіно-Альбанезе. Вихованець футбольної школи клубу «Рома». Дорослу футбольну кар'єру розпочав 1969 року в основній команді того ж клубу, в якій провів шість сезонів, взявши участь у 56 матчах чемпіонату. 1972 року став у складі «вовків» володарем англо-італійського кубка. Розвитку кар'єри перспективного захисника завадила важка травма меніска, від якої він повністю не відновився і яка не дозволяла йому йти у жорсткий відбір м'яча.
Залишивши «Рому» у 1975 році, відіграв по одному сезону за «Барі» та «Вітербезе», після чого в сезоні 1977/78 28-річний футболіст завершив ігрову кар'єру у нижчоліговому «Казалотті».